# Prača (Pale-Prača)
Pour les articles homonymes, voir Prača.
Prača (en serbe cyrillique : Прача) est un village de Bosnie-Herzégovine. Il est situé dans la municipalité de Pale-Prača, dans le canton du Podrinje bosnien et dans la fédération de Bosnie-et-Herzégovine. Selon les premiers résultats du recensement bosnien de 2013, il compte 341 habitants.
Avant la guerre de Bosnie-Herzégovine, le village faisait entièrement partie de la municipalité de Pale ; après la guerre, son territoire a été partiellement rattaché à municipalité de Pale-Prača nouvellement créée et intégrée à la fédération de Bosnie-et-Herzégovine. Prača est le centre administratif de la municipalité de Pale-Prača.

## Géographie
Le village est situé sur les rives de la rivière Prača.

## Histoire
Le turbe de Semiz Ali-pacha et la mosquée du même nom sont inscrits sur la liste des monuments nationaux de Bosnie-Herzégovine.

## Démographie

### Évolution historique de la population dans la localité
| 1948 | 1953 | 1961 | 1971  | 1981  | 1991  | 2013 |
| ---- | ---- | ---- | ----- | ----- | ----- | ---- |
| -    | -    | 881  | 1 110 | 1 118 | 1 024 | 341  |

|  |